# Elena Maróthy-Šoltésová

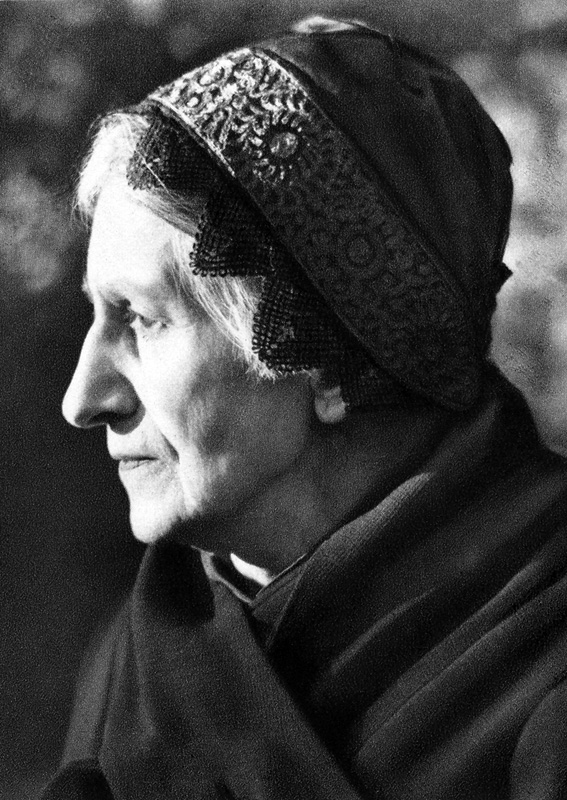
Elena Maróthy-Šoltésová

Elena Maróthy-Šoltésová, auch Elena Šoltésová, geb. Maróthy (* 6. Januar 1855 in Krupina, Komitat Sohl, Königreich Ungarn; † 11. Februar 1939 in Martin, Tschechoslowakei) war eine slowakische Schriftstellerin des Realismus, Redakteurin und Publizistin.

## Werdegang
Elena Maróthy-Šoltésová kam zur Welt als erstes Kind des evangelischen Pfarrers Daniel Maróthy und seiner Gattin Karolína, geb. Hudecová. Sie verlor ihre Mutter, als sie zweieinhalb Jahre alt war, und verbrachte ihre Kindheit an der evangelischen Pfarrei im Ort Ľuboreč im Komitat Nógrád. Sie erhielt ihre Bildung unter anderem an der ungarischsprachigen calvinistischen Schule in der nahegelegenen Stadt Lučenec (Losonc) und weiter an einer deutschsprachigen Mädchenschule in Veľká bei Poprad (Deutschendorf) und an einer deutschen Bildungsanstalt in Lučenec.
1874 nahm sie an einer Versammlung des slowakischen Vereins Matica slovenská teil, der letzten vor der Zwangsschließung durch ungarische Behörden im Jahr 1875. Sie heiratete den Geschäftsmann Ľudovít Michal Šoltés im selben Jahr und sie zogen gemeinsam in die Stadt Martin im Komitat Turz. Am neuen Standort war Elena literarisch, kulturell und gesellschaftlich aktiv, so wurde sie Mitglied des slowakischen Frauenvereins Živena, stieg später zur stellvertretenden Vorsitzenden auf (1883) und wurde 1894 Vorsitzende des Vereins. Literarisch debütierte sie im Jahr 1881 mit der Erzählung Na dedine. Zusammen mit Terézia Vansová machte sie sich um die Gründung der Zeitschriften Dennica, Živena und Letopisy Živeny verdient, wobei sie ab 1910 als Chefredakteurin von Živena agierte. Auf ihre Anregung hin wurde 1910 die Aktiengesellschaft Lipa gegründet, deren Schwerpunkt Organisation und Handel von Stickarbeit war.
Auch nach dem Tod ihres Gatten im Jahr 1915 setzte sie ihr lebenslanges Werk, die Stellung der slowakischen Frauen in der Gesellschaft zu stärken, weiter fort. Zu dieser Zeit überlebte sie auch ihre beide Kinder, Tochter Elenka (geb. 1875, gest. mit acht Jahren an Tuberkulose) und Sohn Ivan (geb. 1877, gest. 1911). Nach der Eröffnung der ersten slowakischen höheren Schule für Frauenberufe am 18. September 1919 entstanden bald in der ganzen Slowakei Niederlassungen der Živena und auf Frauen und Mädchen spezialisierte Schulen. Wegen ihrer herausragenden Stellung bei der slowakischen Frauenbewegung wurde sie bei ihrem 70. Geburtstag am Schloss Topoľčianky vom tschechoslowakischen Präsidenten Tomáš Garrigue Masaryk persönlich eingeladen. Sie starb am 11. Februar 1939 in Martin und wurde am 14. Februar auf dem Nationalfriedhof feierlich beigesetzt.

## Werke
- 1881: Na dedine („Auf dem Dorf“), Erzählung
- 1882: Prípravy na svadbu („Hochzeitvorbereitungen“), Erzählung
- 1885: Umierajúce dieťa („Sterbendes Kind“)
- 1891: V čiernickej škole
- 1894: Proti prúdu („Gegen den Strom“), Gesellschaftsroman über den Zustand des slowakischen Landadels
- 1896: Prvé previnenie („Erste Übertretung“)
- 1898: Popelka („Aschenputtel“)
- 1902: Za letného večera („Am Sommerabend“)
- 1923/1924: Moje deti („Meine Kinder“), als Tagebuch verfasste Autobiographie, mit dem Schwerpunkt auf die Erziehung und das Schicksal beider Kinder
- 1925: Sedemdesiat rokov života („Siebzig Jahre des Lebens“)